# Santuario di Santa Vittoria
Il santuario di Santa Vittoria, o semplicemente chiesa di Santa Vittoria, è la chiesa patronale nella parrocchia di San Giovanni Evangelista di Monteleone Sabino, in provincia di Rieti e risale al III secolo.

## Storia
Il primo tempio situato a Monteleone Sabino risale almeno al III secolo; venne ricostruito in stile romanico nell'XI secolo, recuperando parte delle strutture e molto del materiale dell'edificio preesistente. Prima della costruzione del primitivo sacello, realizzato per accogliere i resti di santa Vittoria, sembra che non esistesse sul sito nessun luogo di culto cristiano.
Il sito è archeologicamente importante per la presenza nello spazio attorno alla chiesa di resti di epoca romana: edifici, particolari architettonici e tombe. La parte più antica, adiacente alle catacombe, che conserva sepolcri di età imperiale del periodo di Decio.
A breve distanza si trovano i ruderi di una villa romana, con una cisterna collegata a sorgenti sotterranee. A lungo vi fu l'abitudine da parte dei fedeli di bere quest'acqua, perché vicina alla tomba di santa Vittoria.
A partire dal 593 papa Gregorio I riunì varie diocesi nell'area di Trebula Mutuesca.
Nell'817 papa Stefano IV riaffidò ai monaci Benedettini il santuario, che ormai doveva avere raggiunto dimensioni notevoli, con tre navate interne e una torre campanaria.
La potente famiglia Orsini nel XV secolo fece eseguire importanti lavori di restauro e di conservazione.
Nel 1574, in seguito al Concilio di Trento, il vescovo Pietro Camaiani assegnò una rendita alla chiesa, affinché venisse mantenuta in buone condizioni.
L'edificio venne restaurato a partire dal 2018, per riparare i danni causati dal sisma che colpì l'area nel 2016 e per contrastare il lento dissesto del terrapieno sul quale si trova la struttura. Gli interventi hanno riguardato le coperture interne, la protezione contro le infiltrazioni d'acqua, le deformazioni alla torre campanaria.

## Descrizione
Il prospetto principale risulta di larghezza inferiore alla sala poiché corrisponde solo ad una sua parte, cioè alla navata centrale e a quella di destra. Il portale marmoreo è decorato e l'architrave riporta il motivo dell'Agnus Dei.  Nella lunetta si trova l'affresco che raffigura Gesù con gli apostoli Pietro e Paolo. La forma generale è a capanna con due spioventi, ma ciò che risulta importante è la presenza di decorazioni che risalgono al periodo romano, come rilievi e motivi stilizzati. Sembra probabile che parte delle lastre di marmo usate siano state in precedenza ornamento della vicina villa romana.
La torre campanaria è tipicamente romanica e si alza di fianco, a destra della struttura.
La sala ha tre navate, le due laterali non sono simmetriche e sono separate da arcate a tutto sesto. Il soffitto si presenta a capriate e nella pavimentazione vi sono anche parti con iscrizioni di epoca romana.
Il pozzo nella navata è legato storicamente alla devozione per la santa titolare e i fedeli a lungo ne hanno bevuto l'acqua.
Nella parte posteriore all'altar maggiore si trova la raffigurazione della santa, che porta sul petto il segno del martirio.

### Decorazione pittorica
Nella chiesa di Santa Vittoria sopravvivono, benché molto frammentarie, antiche decorazioni ad affresco. L’elemento più antico affiora dall’intonaco dietro l’altare maggiore, sulla parete di fondo dell’abside, e raffigura Santa Vittoria in piedi, vestita di una lunga tunica rosea, sulla quale figura il petto con i segni del martirio. Ha nella mano destra una conocchia e nella sinistra, non molto visibile, sembra avere il libro del Vangelo. Questo affresco presenta una colorazione piuttosto viva e brillante, i tratti sono schematici ed essenziali. La datazione è incerta, ma si pensa possa risalire alla fine del duecento.
Altro affresco significativo è quello posto sulla lunetta del portale che dall’atrio introduce alla chiesa. Rappresenta a mezza figura la Vergine col Bambino fra San Vittorino e Santa Vittoria. La Vergine, vestita di tunica rossa con pallio verde, siede tenendo il Bambino tra le braccia; è volta verso San Vittorino, che indossa parametri episcopali. A sinistra è Santa Vittoria, che regge con la mano sinistra il Vangelo e con la destra è in atto benedicente. I colori sono leggermente avariati nel tempo.
Di età certamente più tarda, figura sull’altare della navata sinistra un affresco con gli apostoli Pietro e Paolo e un altro santo non facilmente individuabile, a causa di una grave lesione sul muro che ne ha notevolmente rovinato la figura.

### Catacombe
Sono la parte storicamente ed archeologicamente più rilevante. L'accesso è nella navata centrale attraverso una stretta porta.
Nella prima saletta all'interno si conserva un sarcofago marmoreo bianco, nel quale la tradizione vuole fossero deposte i resti di santa Vittoria. Nella parte di muro tra il sarcofago e la mensa dell’altare si legge questa iscrizione:
HIC OLIM IACUERUNT OSSA
S. VICTORIAE V. ET M.
ADORABIMUS IN LOCO UBI STETERUNT
che tradotta, dice: “Qui un tempo riposarono le ossa di S. Vittoria Vergine e Martire: ci prostreremo nel luogo dove stettero”. Scendendo ancora, si arriva alle tombe scavate nella roccia e l'estensione complessiva dell'area è di circa 40 metri.
La tradizione tramanda che con la santa vennero qui sepolte anche circa 60 vergini, martirizzate come lei.

## Leggenda di santa Vittoria
Secondo una leggenda che sembra nata nel V secolo (e quindi molto posteriore al martirio) Vittoria, col solo sostegno della sua fede, liberò la zona di Trebula Mutuesca da un drago che terrorizzava la popolazione, e a seguito di questo prodigio gli abitanti della città divennero cristiani. La notizia indusse un funzionario imperiale a tentare di convertire la giovane al culto di Diana e, di fronte al suo rifiuto, la condannò a morte.
Al racconto sono legati significati simbolici che riguardano la vittoria del cristianesimo sul paganesimo.